# Walter Butler, XI conde de Ormond

Escudo de Ormond que muestra tres griales.

Walter Butler, XI conde de Ormond y IV conde de Ossory (1559 - 24 de febrero de 1632/3), fue un noble irlandés, hijo de John Butler de Kilcash (hijo del IX conde) y Katherine, la hija de Cormac na Haoine MacCarthy Reagh. Heredó el condado porque su tío Thomas (Tom el Negro o Thomás Dubh) había muerto sin descendencia masculina legítima.

## Carrera
Sirvió como miembro de la Cámara irlandesa de los Comunes por Tipperary. Devoto católico, fue conocido como "Walter de las Cuentas". Su reclamación a las propiedades familiares fue frustrada por Jacobo I de Inglaterra. El fracaso de la política de Enrique VIII para mantener el equilibrio entre Butlers y Geraldines se había evidenciado por la Batalla de Affane. Jacobo buscó una solución diferente, concertando el matrimonio entre la hija y la heredera de Black Tom, Elizabeth y uno de sus favoritos escoceses, Richard Preston. Hizo a Preston Conde de Desmond y otorgó la mayoría de las propiedades de los Ormond a Elizabeth en lugar de a Walter.
Butler invirtió mucho tiempo y dinero en litigios para oponerse al plan del Rey. Su persistencia l llevó a ser confinado en la Prisión Fleet en 1617. Pasó ocho años encarcelado en extrema necesidad al no recibir rentas de su propiedad. Jacobo entretanto dirigió un escrito de quo warranto contra él por el condado palatino de Tipperary, que había correspondido al jefe de la familia durante casi cuatrocientos años, y que podría bajo ninguna circunstancia pertenecer a su prima Elizabeth, la mujer de Richard Preston. El escrito no obtuvo respuesta y Jacobo tomó el condado palatino para sí.
El conde Walter fue puesto en libertad en 1625 y una parte grande de sus propiedades restauradas. Durante algún tiempo, vivió en una casa en Drury Lane, Londres, con su nieto James, después Duque de Ormonde. En 1629, ante el matrimonio proyectado de su nieto y Elizabeth Preston, Carlos I de Inglaterra concedió a Walter su matrimonio y la guardianía de las tierras de Elizabeth por patente del 8 de septiembre. Después del matrimonio fue reconocido, el 9 de octubre de 1630, como heredero a las tierras de su tío, el conde Thomas, así como a las de su padre Sir John Butler. Walter también padeció problemas dentro de su propia familia. Su hijo Thomas, Vizconde Thurles, se casó con la hija de Sir John Poyntz de Gloucestershire contra el deseo de Walter, y años más tarde, se ahogó accidentalmente inundado en los Skerries, Isla de Anglesey a comienzos de la larga prisión de Walter en Prisión Fleet. El Vizconde Thurles era un católico prominente y en el momento de su muerte, estaba siendo enviado a Inglaterra acusado de haber guarnicionado Kilkenny.

## Muerte
Murió en Carrick-on-Suir el 24 de febrero de 1632-3, y fue enterrado en la catedral de St. Canice, Kilkenny el 18 de junio de 1633.

## Matrimonio e hijos
Se casó con su prima segunda Helen Butler, hija de Edmund Butler, II vizconde Mountgarret y Grizel Fitzpatrick. Su bisabuelo común era Piers Butler, VII conde de Ormond. Tuvieron doce niños:
- Ellis Butler (m. 19 de febrero de 1625), casada con Sir Terence O'Brien-Arragh, Baronet de Arragh
- Ellen Butler (m. 16 de junio de 1663) casada con Pierce Butler, vizconde Ikerrin
- Thomas Butler, vizconde Thurles (1594–1619), casado con Elizabeth, hija de Sir John Pointz, Kt. y fueron los padres de James Butler, I duque de Ormond
- Elizabeth Butler (nacido 1631), casada con Sir Edmond Blanchville y con Richard Burke, VI conde de Clanricarde
- Margaret Butler, casada con Barnaby Fitzpatrick, Barón Upper Ossory
- Catherine Butler, casada con Piers Power
- Joan Butler, casada con George Bagenal
- Helena Butler, casada con James Butler de Dunboyne
- James, John, Mary y Eleanor.

Walter sobrevivió a su primogénito y su título pasó a su nieto James Butler.